# نردبانی به دمشق
نردبانی به دمشق (عربی: سلم إلى دمشق) یک فیلم به کارگردانی محمد ملص است که در سال ۲۰۱۳ منتشر شد.